# Gmina Sosnówka
Die Gmina Sosnówka ist eine Landgemeinde im Powiat Bialski der Woiwodschaft Lublin in Polen. Ihr Sitz ist das gleichnamige Dorf mit etwa 520 Einwohnern.

## Gliederung
Zur Landgemeinde Sosnówka gehören folgende 13 Ortschaften mit einem Schulzenamt:
Czeputka
Dębów
Lipinki
Motwica
Pogorzelec
Przechód
Romanów
Rozwadówka
Rozwadówka-Folwark
Sapiehów
Sosnówka
Wygnanka
Żeszczynka
Weitere Orte der Gemeinde sind:
Aleksandrów
Chmielita
Czetwertyny
Dąbrowa
Dwór
Góra
Hrada
Komarówka
Kruk
Kruszyna
Krzaki
Omszana
Pańskie
Pieńki
Płoski
Podbagnie
Posada
Przydroże
Serafina
Szostaki
Warszawska Ulica
Zady
Zamoczuły
Zapole
Zawyhary
Zboryszewo
Zofijówka
Żuława